# 山賀教弘
山賀 教弘（やまが かずひろ、1963年2月17日 - ）は、日本の男性俳優、声優。東京都出身。身長174cm、体重65kg、血液型はO型。

## 来歴
大東文化大学第一高等学校卒業後、青年座研究所を経て（14期）、1990年4月から劇団青年座に所属。

## 人物
特技は歌。趣味はテニス、絵画鑑賞。

## 出演

### テレビドラマ
- 二人の父
- 浅見光彦ミステリー8 琵琶湖周航殺人歌（1990年）
- 地方記者・立花陽介（1993年）
- 同窓会（1993年）
- 小京都ミステリー「加賀百万石殺人事件」（1996年） - 平沢正人
- 転勤判事2（1997年）
- 夫の宿題（1999年）
- 小さな駅で降りる（2000年）
- 新選組!（2004年） - 講武所役人
- 旅行作家・茶屋次郎「伊豆狩野川殺人事件」（2006年） - 沢登康彦
- 夫婦道（2007年） - アナウンサー
- 温泉へGo!（2008年）
- 女教師探偵・西園寺リカの殺人ノート（2008年）
- 二重裁判（2009年）
- モリのアサガオ（2010年）
- ヤメ判 新堂謙介 殺しの事件簿（2011年） - 田代邦夫
- 復興せよ!〜後藤新平と大震災2400日の戦い〜（2012年）
- 理想の息子（2012年）
- 東京スカーレット〜警視庁NS係（2014年）
- 警部補・杉山真太郎〜吉祥寺署事件ファイル（2015年）
- 相棒
  - シーズン15（2015年） - 小山誠二
  - シーズン19（2020年） - 村田
- 警視庁捜査一課9係10（2015年）
- 法医学教室の事件ファイル（2016年） - 記者
- 警視庁・捜査一課長（2017年）
- 浅見光彦シリーズ「平家伝説殺人事件」（2018年） - 駐在警官
- 幕末単身赴任 ブシメシ!（2018年）
- NHKスペシャル メルトダウンVII（2018年）
- 警視庁ゼロ係〜生活安全課なんでも相談室〜（2018年） ‐ 岡本和樹
- ドロ刑 -警視庁捜査三課-
- 引き抜き屋（2019年）
- 嫌われ監察官 音無一六（2020年）
- 越境捜査（2020年）
- ギルティ〜この恋は罪ですか?〜（2020年）
- 働かざる者たち（2020年）
- ディア・ペイシェント〜絆のカルテ〜（2020年）
- 元彼の遺言状 第4話（2022年5月2日、フジテレビ）
- 悪女（わる）働くのがカッコ悪いなんて誰が言った? 第9話（2022年6月8日、日本テレビ）
- 能面検事 第5話（2025年8月8日、テレビ東京） - 監察医 役[4]

### 映画
- ゲロッパ!（2003年）
- 変身（2005年）
- 青い鳥（2008年）
- 二宮金次郎（2019年）

### 舞台
- 赤シャツ
- 悪女について
- あげまん
- 美しきものの伝説（ルポシカ）
- 桂三枝喜劇特別公演 明日元気になあれ!
- クラウド・ナイン
- 恋のカーニバル
- 好色一代女
- 西遊記
- 椿姫
- 虹の橋
- バタフライはフリー
- 深川安楽亭（小平）
- ブンナよ、木からおりてこい（鼠）
- 舞い降りた天使
- ミー・アンド・マイガール（バターズビー卿）
- レ・ミゼラブル
- 柿紅葉のころ[5]

### テレビアニメ
- 見ると強くなる 痛快!横綱アニメ ああ播磨灘（1992年、記者B、若い衆）
- 名探偵コナン（1996年 - 2005年、時任、白石覚志）
- おジャ魔女どれみ（1999年 - 2000年、少女の父親、おんぷのパパ）
- KURAU Phantom Memory（2004年、坂本慎吾）

### OVA
- のぞみウィッチィズ（1992年、鈴木）
- 銀河英雄伝説（1994年、バウンスゴール）
- おジャ魔女どれみナ・イ・ショ（2004年、おんぷのパパ）

### 吹き替え

#### 映画
- エッジ・オブ・ダークネス（1995年、ダニー〈アンドリュー・ラモンド〉）
- アニー2（1996年、パンジャブ〈アントニー・ザキ〉）
- ジョニー・デスティニー（1996年、ハリー・ソロー〈ジェームズ・レグロス〉）
- パトリオット・ゲーム（1996年）※フジテレビ版
- ヴェロシティ・ラン（2001年）
- オーシャン・オブ・ファイヤー（2004年、カティブ〈サイラス・カーソン〉）
- レーシング・ストライプス（2005年）※劇場公開版
- ヒトラーの忘れもの（2017年、ラスムスン軍曹〈ローランド・ムーラー〉）

#### ドラマ
- ザ・スタンド（1994年、ラリー・アンダーウッド〈アダム・ストーク〉）
- ミス・マープル4 魔術の殺人（2008年、ウォーリー・ノッド〈エリオット・コーワン〉）
- iCarly（2009年）

### 特撮
- ウルトラシリーズ
  - ウルトラマンマックス（2005年、ベース・タイタン警備員）
  - ウルトラギャラクシー大怪獣バトル（2008年、調査団員）
- 仮面ライダーシリーズ
  - 仮面ライダーW（2009年、凪の父）
  - 仮面ライダーフォーゼ（2011年、財団X幹部）

### ラジオドラマ
- NISSAN あ、安部礼司〜BEYOND THE AVERAGE（尾藤怜）
- 東貴博のヤンピース
  - 心霊探偵 八雲 〜赤い瞳は知っている
  - 人生保険 ザ・ラスト・ラブレター
  - 忘れられない恋のうた 〜私の中のもうひとりの僕
  - ありがとう
- コンビニ人間
- 青春アドベンチャー
  - 白狐魔記
- ハプスブルクの宝剣
- 夜哭烏 羽州ぼろ鳶組